# La culpa fue de Gabinete
La culpa fue de Gabinete es un álbum recopilatorio de 2004 de Gabinete Caligari, que también se incluye en la colección de Musicview (DVD+CD). La recopilación incluye un DVD, actuaciones y entrevistas en TVE y un (CD).

## Canciones
1. Camino Soria (6:17)
2. Suite Nupcial (3:24)
3. La sangre de tu tristeza (3:25)
4. Tócala, Uli (3:52)
5. La culpa fue del cha-cha-cha (3:33)
6. Como un animal (3:58)
7. Sólo se vive una vez (2:33)
8. Cuatro rosas (3:26)
9. Que Dios reparte suerte(4:35)
10. Lo mejor de ti (2:31)
11. Al calor del amor en un bar (2:50)
12. Sangre española (3:35)
13. Amor de madre (2:45)
14. Haciendo el bobo (3:41)
15. Golpes (2:35)
16. Truena (5:37)
17. La niña Frank (4:23)
18. Underground (2:13)
19. Nadie me va a añorar (3:44)
20. Al final de todo (3:19)

## Canciones en DVD
1. La sangre de tu tristeza.
2. Camino Soria.
3. Sólo se vive una vez.
4. Tócala, Uli.
5. La culpa fue del cha-cha-cha.
6. Saravá.
7. Privado.
8. Suite Nupcial.